# Seti I
Seti I (Seti Mery-en-ptah- Från guden Set, älskad av Ptah), alternativ stavning är Sety, eller Sethos från klassisk grekiska, var en farao i det forntida Egypten och hörde till den nittonde dynastin. Han var son till Ramses I och drottning Sitre och blev far till Ramses II.
Seti regerade i omkring tretton år; 1290 f.Kr. till 1279/1280 f.Kr., men det är oenighet i frågan, och enligt somliga historiker regerade han i över 30 år.
Hans första hustru hette Tuya och han fick barnen Ramses II, Tia och Henutmire.
Seti I:s mumie upptäcktes 1881 i TT320 i Deir el-Bahri och har sedan dess förvarats på museet i Kairo. Hans grav var ursprungligen KV17 i Konungarnas dal. Han verkar ha varit yngre än fyrtio år vid sin död, det finns dock inga tecken på att han skulle ha mördats. Hans hjärta ligger till höger, något som är ovanligt, man brukade lägga det till vänster vid mumifieringen och anledningen kan ha varit att Seti kan ha haft hjärtproblem och att han kanske varit född med hjärtat på höger sida, vilket är sällsynt.
Efter de sociala problem som uppstått i o m Akhenatons religiösa reform, sysslade Horemheb, Ramses I och Seti med att återställa kungariket och Egyptens kontroll över Palestina och Syrien. Han stred mot hettiterna och vid Amontemplet i Karnak finns bilder av detta. I Abydos lät han bygga ett av Egyptens mest anmärkningsvärda tempel. Hans huvudstad var Memfis. Han har betraktats som en stor kung, men hans berömmelse överskuggades av sonen Ramses II.

## Utmärkelser
Asteroiden 5009 Sethos är uppkallad efter honom.

## Populärkultur
- I den amerikanska äventyrsfilmen De tio budorden från 1956 spelas Seti I av den brittiske skådespelaren Cedric Hardwicke.
- I Stephen Sommers film Mumien från 1999 och dess uppföljare Mumien – återkomsten, gestaltas Seti av den israelisk- amerikanske skådespelaren Aharon Ipalé.